# 江苏省省级机关管理干部学院
江苏省省级机关管理干部学院，是位于江苏省南京市的一所公办成人高校，直属中共江苏省委党校，培养管理干部，前身为干部文化学校和干部业余大学。

## 专业设置
- 计算机与信息管理
- 商务英语
- 高级文员
- 文秘
- 英华美江苏学院